# Anjouin
Anjouin is een gemeente in het Franse departement Indre (regio Centre-Val de Loire) en telt 347 inwoners (2005). De plaats maakt deel uit van het arrondissement Issoudun.

## Geografie
De oppervlakte van Anjouin bedraagt 29,0 km², de bevolkingsdichtheid is 12,0 inwoners per km².
De onderstaande kaart toont de ligging van Anjouin met de belangrijkste infrastructuur en aangrenzende gemeenten.

## Demografie
Onderstaande figuur toont het verloop van het inwonertal (bron: INSEE-tellingen).